# Guardia di Ferro
Guardia di Ferro (in rumeno, Garda de Fier) è il nome più comunemente dato ad un movimento fascista e partito politico del Regno di Romania, fondato nel 1927 da Corneliu Zelea Codreanu, come Legione dell'Arcangelo Michele (Legiunea Arhanghelului Mihail) o  Movimento Legionario (Mișcarea Legionară). La sua ideologia era il legionarismo, una commistione d'anticapitalismo, anticomunismo, antimagiarismo, antisemitismo, antiziganismo, fascismo clericale ed ultranazionalismo rumeno. Inoltre, ha promosso il cristianesimo ortodosso.
Nel marzo 1930 Codreanu formò la Guardia di Ferro come braccio paramilitare della Legione, che nel 1935 cambiò il suo nome ufficiale in Totul pentru Țară – letteralmente, "Tutto per la Patria". Essa esistette nella prima parte della seconda guerra mondiale, durante la quale salì al potere. I membri erano chiamati legionari o, al di fuori del movimento, "camicie verdi" a causa delle uniformi prevalentemente verdi che indossavano.
Quando il maresciallo Ion Antonescu salì al potere nel settembre 1940, portò la Guardia di Ferro nel governo, creando lo Stato Nazionale Legionario. Nel gennaio 1941, in seguito alla Ribellione dei legionari, Antonescu usò l'esercito per sopprimere il movimento, distruggendo l'organizzazione; il suo comandante, Horia Sima, insieme ad altri leader, fuggì in Germania.

## Storia

### La fondazione e l'ascesa
Nel 1927, Corneliu Zelea Codreanu lasciò la posizione di numero due (sotto A.C. Cuza) nel partito politico rumeno noto come Lega Nazionale per la Difesa Cristiana (LNDC), e fondò la Legione dell'Arcangelo Michele.
La Legione differiva dagli altri movimenti fascisti in quanto aveva la sua base di massa tra i contadini e gli studenti, piuttosto che tra i veterani militari. Tuttavia, i legionari condividevano il rispetto generale fascista "per i veterani di guerra". La Romania aveva un'intellighenzia molto ampia rispetto alla popolazione generale, con 2,0 studenti universitari per mille della popolazione rispetto all'1,7 per mille della popolazione nella Germania molto più ricca, mentre Bucarest aveva più avvocati negli anni '30 rispetto alla città di Parigi, molto più grande. Anche prima della Grande depressione mondiale, le università rumene producevano molti più laureati rispetto al numero di posti di lavoro disponibili e la Grande Depressione in Romania aveva ulteriormente e drasticamente limitato le opportunità di lavoro da parte dell'intellighenzia, che si rivolse alla Guardia di Ferro per la frustrazione. Molti rumeni ortodossi, avendo ottenuto un diploma universitario, che si aspettavano fosse il loro biglietto per la classe media, erano infuriati nello scoprire che i lavori che speravano non esistessero e arrivarono ad abbracciare il messaggio della Legione secondo cui erano gli ebrei a impedire loro di trovare l'occupazione della classe media che desideravano.
Oltre a ciò, la Romania era stata tradizionalmente dominata da un'élite francofila, che preferiva parlare francese piuttosto che rumeno in privato e che affermava che le loro politiche stavano portando la Romania in Occidente con il Partito Nazionale Liberale, in particolare, che sosteneva che le loro politiche economiche avrebbero industrializzato la Romania. La Grande Depressione nazionale sembrò mostrare il letterale fallimento di queste politiche e di molte la più giovane intellighenzia rumena, in particolare gli studenti universitari, era attratta dalla glorificazione del "genio rumeno" da parte della Guardia di Ferro e dai suoi leader che si vantavano di essere orgogliosi di parlare rumeno. Lo storico israeliano di origine rumena Jean Ancel scrisse che dalla metà del XIX secolo in poi l'intellighenzia rumena aveva un "atteggiamento schizofrenico nei confronti dell'Occidente e dei suoi valori".
La Romania era stata un paese fortemente francofilo a partire dal 1859, quando nacquero i Principati Uniti, che diedero alla Romania l'effettiva indipendenza dall'Impero ottomano (un evento ampiamente reso possibile dalla diplomazia francese, che fece pressioni sugli ottomani per conto dei rumeni) e, da quel momento in poi, la maggior parte dell'intellighenzia rumena si dichiarò credente nelle idee francesi sull'appello universale della democrazia, della libertà e dei diritti umani, mentre allo stesso tempo aveva opinioni antisemite sulla minoranza ebraica della Romania. Nonostante il loro antisemitismo, la maggior parte dell'intellighenzia rumena credeva che la Francia non fosse solo la "sorella latina" della Romania, ma anche una "grande sorella latina" che avrebbe guidato la sua "sorellina latina" Romania lungo il giusto cammino. Ancel scrisse che Codreanu fu il primo rumeno significativo a rifiutare non solo la prevalente francofilia dell'intellighenzia, ma anche l'intero quadro dei valori democratici universali, che secondo Codreanu erano "invenzioni ebraiche" progettate per distruggere la Romania.
In contrasto con l'idea tradizionale che la Romania avrebbe seguito il percorso della sua "sorella latina" Francia, Codreanu promosse un ultranazionalismo xenofobo ed esclusivo, in cui la Romania avrebbe seguito la propria strada e rifiutato le idee francesi sui valori universali e sui diritti umani. In un netto allontanamento dalle idee tradizionali sostenute dall'élite di trasformare la Romania nella "Francia dell'Europa orientale" modernizzata e occidentalizzata, la Legione chiese un ritorno ai tradizionali valori ortodossi del passato e glorificava la cultura contadina e le usanze popolari della Romania come l'incarnazione vivente del "genio rumeno".
I capi della Guardia di ferro indossavano spesso costumi tradizionali contadini con crocifissi e sacchi di terra rumena al collo per sottolineare il loro impegno per gli autentici valori popolari rumeni, in netto contrasto con l'élite francofila rumena che preferiva vestirsi secondo lo stile delle ultime mode di Parigi. Il fatto che molti membri dell'élite rumena fossero spesso corrotti e che pochissime delle ingenti somme di denaro generate dal petrolio rumeno finissero nelle tasche della gente comune, aumentò ulteriormente l'appello della Legione che denunciò l'intera élite come irrimediabilmente corrotta.
Con Codreanu come leader carismatico, la Legione era nota per l'abile propaganda, incluso un uso molto capace dello spettacolo. Utilizzando marce, processioni religiose, canti ed inni patriottici e partigiani, insieme al volontariato ed alle campagne di beneficenza nelle aree rurali, a sostegno dell'anticomunismo, la Legione si presentò come alternativa ai partiti corrotti. Inizialmente, la Guardia di Ferro sperava d'includere qualsiasi fazione politica, indipendentemente dalla sua posizione nello spettro politico, che desiderasse combattere l'ascesa del comunismo nell'URSS.
La Guardia di Ferro era volutamente antisemita, promuovendo l'idea che "l'aggressione rabbinica contro il mondo cristiano" - che si manifestava attraverso la Massoneria, il freudianesimo, l'omosessualità, l'ateismo, il marxismo, il bolscevismo e la guerra civile in Spagna"—stava minando la società.
Gradualmente le università divennero dominio riservato dei legionari a tal punto che raramente le lezioni si poterono tenere senza la loro autorizzazione divenendo principalmente riunioni politiche in cui i professori venivano messi sotto accusa spesso scadendo in atti di violenza. A Iași, il rettore dell'università, esponente del Partito Nazionale Contadino, fu ucciso a coltellate. Il rettore dell'università di Bucarest, lo storico Nicolae Iorga (successivamente assassinato da membri della Guardia di Ferro nel 1940), fu costretto a chiedere al governo di metterlo in congedo «sino al giorno in cui sarebbe stata restaurata l'atmosfera di pace in cui egli aveva a lungo insegnato».
Il governo Vaida-Voevod mise fuori legge la Guardia di Ferro nel gennaio 1931. Il 10 dicembre 1933, il primo ministro liberale rumeno Ion Duca bandì la Guardia di Ferro. Dopo un breve periodo di arresti, percosse, torture e persino uccisioni (dodici membri del Movimento Legionario vennero assassinati dalle forze dell'ordine), i membri della Guardia di Ferro si vendicarono il 29 dicembre 1933, assassinando Duca sulla banchina della stazione ferroviaria di Sinaia.
Episodi di violenza non erano estranei anche all'interno della stessa Legione, ogni esitazione, dubbio o divergenza veniva seriamente punita dai membri del movimento. Fece molto discutere a livello mediatico l'assassinio del deputato Nicolae Stelescu, ex luogotenente e fedelissimo di Codreanu che aveva fondato nel 1935 una formazione dissidente, le Aquile Bianche (Vulturii Albi), successivamente rinominatisi Crociata del Romenismo (Cruciada Românismului) cui attraverso una rivista omonima, erano stati pubblicati articoli di denuncia contro Codreanu e i suoi metodi violenti. Stelescu venne ucciso durante un ricovero ospedaliero dovuto ad un'appendicite da una squadra della morte di membri legionari denominata Decemviri con centinaia di pallottole e il suo cadavere fatto a pezzi con delle accette e secondo alcune fonti mai confermate, vennero eseguiti atti di cannibalismo sui suoi resti. I dieci assassini, consegnatisi alla polizia, vennero insigniti di speciali onorificenze da Codreanu stesso durante la detenzione e la Legione creò subito la leggenda del loro eroismo e del loro spirito di sacrificio.

### La lotta per il potere

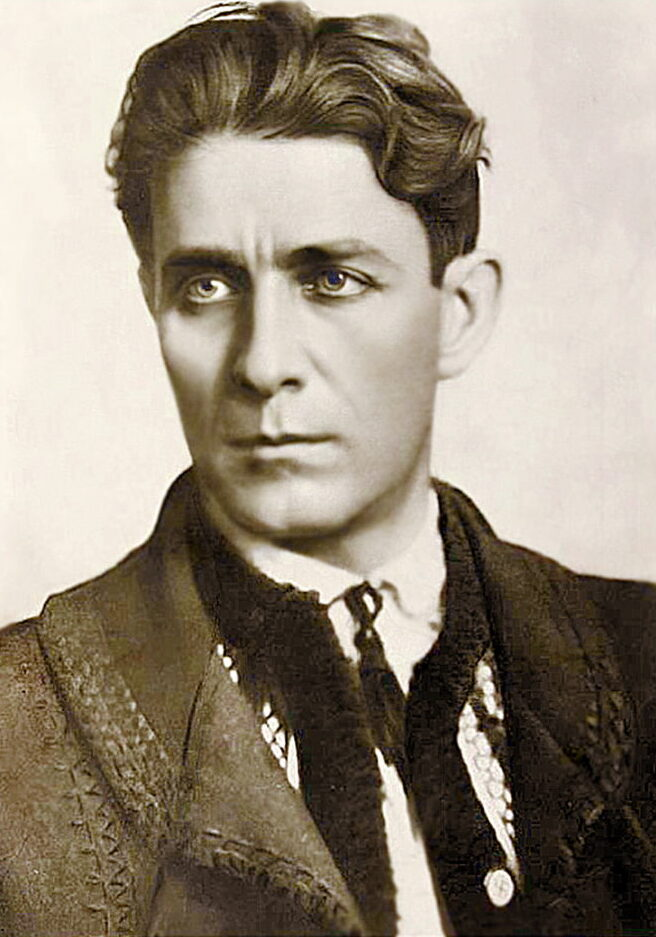
Corneliu Zelea Codreanu, il fondatore della Guardia di Ferro

Nelle elezioni parlamentari del 1937 la Legione arrivò terza con il 15,5% dei voti, dietro al Partito Nazionale Liberale e al Partito Nazionale Contadine. Re Carlo II si oppose fermamente agli obiettivi politici della Legione e li tenne con successo fuori dal governo fino a quando lui stesso venne costretto ad abdicare nel 1940. Durante questo periodo, la Legione fu generalmente oggetto di persecuzione per le loro proposte di leggi antisemite e per le continue violenze da parte dei loro membri. Il 10 febbraio 1938 il re sciolse il governo e iniziò una dittatura reale.
Codreanu inaspettatamente consigliò alla Legione di accettare il nuovo regime, probabilmente nella convinzione che una nuova crisi a breve lo avrebbe presentato come sola guida del paese. Tuttavia, il ministro dell'Interno Armand Călinescu non si fidava di Codreanu ed ordinò di arrestarlo il 16 aprile con l'accusa di vilipendio, attività terroristica, detenzione di armi, tentata insurrezione e attività spionistiche a favore di una potenza straniera. Rendendosi conto che il governo stava cercando una scusa per farlo giustiziare, Codreanu ordinò al comandante ad interim della Legione, Horia Sima, di non intraprendere alcuna azione a meno che non ci fossero prove che fosse in pericolo immediato. Tuttavia, Sima, noto per la sua vena violenta, lanciò un'ondata di attività terroristiche in estate, principalmente contro sinagoghe, teatri yiddish e attività di proprietà di ebrei, in quanto accusati di aver ispirato la repressone da parte del governo. Codreanu ne venne a conoscenza e ordinò la fine delle violenze.
L'ordine rimase inascoltato. Nella notte tra il 29 e il 30 novembre 1938, Codreanu e molti altri legionari, tra cui gli assassini di Duca e tutti e dieci i membri dei Decemviri, vennero strangolati a morte dalla loro scorta della Gendarmeria, presumibilmente durante un tentativo di evasione in cui un plotone di legionari attaccò il camion su cui erano presenti i prigionieri durante un trasferimento. È accettato da alcuni storici che non ci sia stato un simile tentativo di fuga e che Codreanu e gli altri siano stati uccisi per ordine del re, probabilmente in reazione all'omicidio del 24 novembre 1938 da parte dei legionari di Stefanescu-Golga, rettore dell'università di Cluj nonché parente di Călinescu e che la versione ufficiale sarebbe stata riportata in maniera volutamente improbabile per sottintendere il pugno duro del re. 
All'indomani della decisione di Carlo di schiacciare la Guardia di Ferro, molti membri della Legione fuggirono in esilio in Germania, dove ricevettero sostegno sia materiale che finanziario dal NSDAP, in particolare dalle SS e dall'Ufficio politico estero di Alfred Rosenberg. Nonostante ciò, qualche giorno prima re Carlo ebbe un colloquio privato con Hitler a Berchtesgarden ed è stata avanzata l'ipotesi che fosse stato proprio quest'ultimo a consigliargli di sbarazzarsi di Codreanu.
Per gran parte del periodo interbellico, la Romania rimase nella sfera d'influenza francese e nel 1926 la Romania firmò un trattato di alleanza con la Francia. Dopo la rimilitarizzazione della Renania nel marzo 1936, Carlo iniziò ad allontanarsi dalla tradizionale alleanza con la Francia mentre in Romania cresceva il timore che i francesi non avrebbero fatto nulla in caso di aggressione tedesca nell'Europa orientale, ma il regime di Carlo era ancora considerato essenzialmente filo-francese. La dittatura reale durò poco più di un anno. Il 7 marzo 1939 venne formato un nuovo governo con Călinescu come primo ministro; il 21 settembre 1939 egli venne a sua volta assassinato dai legionari per vendicare Codreanu. Călinescu era favorevole a una politica estera in cui la Romania avrebbe mantenuto una neutralità filo-alleata durante la seconda guerra mondiale, e come tale, le SS contribuirono all'organizzazione del suo assassinio.

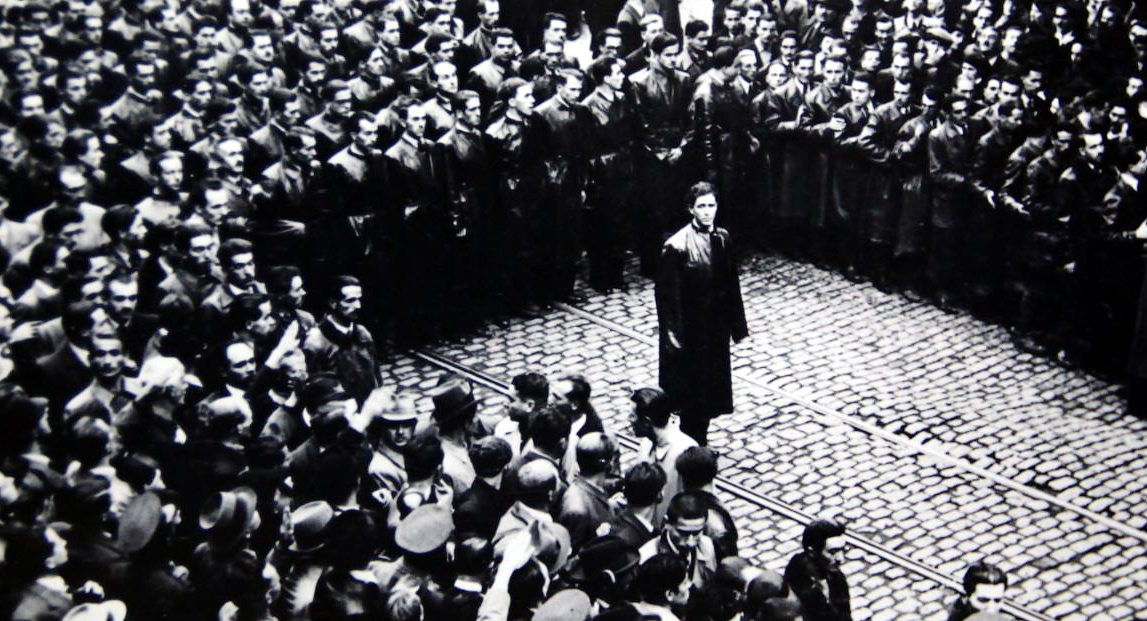
Corneliu Zelea Codreanu e membri della Guardia di Ferro nel 1937

Oltre al conflitto con il re, in seguito alla morte di Codreanu seguì una battaglia interna per il potere. Ondate di repressione quasi eliminarono la leadership originaria della Legione nel 1939, promuovendo membri di secondo grado in prima linea. Secondo un rapporto segreto depositato dal segretario politico ungherese a Bucarest alla fine del 1940, esistevano tre fazioni principali: il gruppo riunito attorno a Sima, un dinamico leader locale del Banato, che era il più pragmatico e il meno ortodosso nel suo orientamento; il gruppo composto dal padre di Codreanu, Ion Zelea Codreanu, e dai suoi fratelli (che disprezzavano Sima); e il gruppo Moța-Marin, che voleva rafforzare il carattere religioso del movimento.
Dopo un lungo periodo di confusione, Sima, rappresentante dell'ala meno radicale della Legione, vinse ogni concorrenza e assunse la leadership, venendo riconosciuto tale il 6 settembre 1940 dal Forum Legionario, organismo creato su sua iniziativa. Il 28 settembre l'anziano Codreanu fece irruzione nel quartier generale della Legione a Bucarest (la Casa Verde) nel tentativo fallito d'insediarsi come capo. Sima era vicino al SS Volksgruppenführer Andreas Schmidt, un volksdeutsch (di etnia tedesca) dalla Romania, e attraverso di lui divenne vicino al suocero di Schmidt, il potente Gottlob Berger, che dirigeva l'ufficio principale delle SS a Berlino. La storica britannica Rebecca Haynes sostenne che il sostegno finanziario e organizzativo delle SS è stato un fattore importante nell'ascesa di Sima.

### L'ascesa di Sima
Nei primi mesi della seconda guerra mondiale, la Romania era ufficialmente neutrale. Tuttavia il Patto Molotov-Ribbentrop del 23 agosto 1939, inizialmente un documento segreto, prevedeva, tra le altre cose, "l'interesse" sovietico per la Bessarabia. Dopo l'invasione della Polonia da parte della Germania nazista il 1º settembre, a cui si unì l'Unione Sovietica il 17 settembre, la Romania concesse rifugio ai membri del governo in fuga ed ai militari. Anche dopo l'assassinio di Călinescu il 21 settembre, re Carlo cercò di mantenere la neutralità, ma la successiva resa francese alla Germania e la ritirata britannica dall'Europa li rese incapaci di mantenere le loro assicurazioni alla Romania. Una propensione verso le potenze dell'Asse era probabilmente inevitabile.
Questo allineamento politico era ovviamente favorevole ai legionari sopravvissuti, e lo divenne ancora di più dopo la caduta della Francia nel maggio 1940. Sima e molti altri legionari che si erano rifugiati in Germania iniziarono a rientrare in Romania. Un mese dopo la caduta della Francia, Carlo ristrutturò il partito unico del suo regime, il Fronte del Rinascimento Nazionale, nel più apertamente totalitario "Partito della Nazione", ed invitò un certo numero di legionari a prendere parte al governo ristrutturato. Il 4 luglio, Sima e altri due importanti legionari si unirono al governo di Ion Gigurtu. Tuttavia, si dimisero dopo solo un mese a causa delle crescenti pressioni affinché Carlo abdicasse.
Il Secondo arbitrato di Vienna, che costrinse la Romania a cedere gran parte della Transilvania settentrionale all'Ungheria, fece arrabbiare i rumeni di tutte le sfumature politiche e quasi distrusse politicamente Carlo. Nonostante ciò, un colpo di Stato legionario il 3 settembre fallì.

### Al potere
Più o meno per disperazione, re Carlo II nominò primo ministro il generale (poi maresciallo) Ion Antonescu, in parte a causa degli stretti legami del generale con la Legione. All'insaputa di Carlo, tuttavia, Antonescu aveva segretamente raggiunto un accordo con altre personalità politiche per deporre il re a favore di suo figlio Michele, che confermò rapidamente i poteri dittatoriali di Antonescu e gli concesse il titolo di Conducător (leader) della Romania.
Sebbene Antonescu fosse un arcinazionalista e autoritario, la sua prima preferenza era quella di formare un governo di unità nazionale, in cui tutti i partiti lo avrebbero accettato come dittatore. Tuttavia, con l'eccezione della Legione, gli altri partiti volevano almeno mantenere l'apparenza del governo parlamentare. La Legione, al contrario, sosteneva pienamente la visione di Antonescu di un regime ultranazionalista e autoritario. Con questo in mente, Antonescu strinse un'alleanza con la Legione il 15 settembre. Come parte dell'accordo, la Romania venne proclamata "Stato Nazionale Legionario", con la Legione come unico partito legale del paese. Antonescu divenne il capo onorario della Legione. Sima divenne vicepremier e altri quattro legionari si unirono a Sima nel governo. La Guardia di Ferro fu l'unico movimento fascista fuori dalla Germania e dall'Italia a salire al potere senza assistenza straniera.
Una volta al potere, dal 14 settembre 1940 al 21 gennaio 1941, la Legione innalzò il livello della già dura legislazione antisemita e perseguì, impunemente, una campagna di pogrom e omicidi politici. Il 27 novembre 1940 più di 60 ex dignitari o funzionari vennero giustiziati nella prigione di Jilava in attesa di processo. Il giorno seguente, lo storico ed ex primo ministro Nicolae Iorga e il teorico economico Virgil Madgearu vennero assassinati; vennero compiuti tentativi di omicidio contro gli ex primi ministri e sostenitori di Carlo Constantin Argetoianu, Guță Tătărescu e Ion Gigurtu, ma essi vennero liberati dalle mani della polizia legionaria e posti sotto protezione militare.

#### Armamenti
In quanto forza paramilitare, la Guardia di Ferro non aveva carenza di armi da fuoco mentre era al potere. All'inizio del 1941, nella sola Bucarest, i legionari avevano 5.000 pistole (fucili, revolver e mitragliatrici) oltre a numerose bombe a mano. La Legione possedeva anche una piccola forza corazzata, per lo più simbolica, di quattro veicoli: due autoblindo della polizia e due Renault UE Chenillette della fabbrica Malaxa. La fabbrica Malaxa produceva su licenza questi veicoli corazzati francesi dalla metà del 1939, e oltre alle due macchine di questo tipo, la fabbrica forniva alla Legione anche mitragliatrici e fucili. Per i trasporti, la Legione possedeva quasi 200 camion nella sola Bucarest.

### Il fallimento e la distruzione
Una volta al potere, Sima e Antonescu litigarono aspramente. Secondo lo storico Stanley G. Payne, Antonescu intendeva creare una situazione analoga a quella del regime franchista di Francisco Franco in Spagna, in cui la Legione avrebbe dovuto essere subordinata allo stato. Egli chiese a Sima di cedergli la guida generale della Legione, ma Sima rifiutò.
Sima chiese che il governo seguisse lo "spirito legionario" e che tutti i principali incarichi fossero ricoperti esclusivamente da legionari. Altri gruppi dovevano essere sciolti. La politica economica, affermò Sima, avrebbe dovuto essere coordinata strettamente con la Germania. Antonescu rifiutò le richieste di Sima definendolo un "bolscevico verde" e venne allarmato dagli Squadroni della morte della Guardia di Ferro. Decise di aspettare fino a quando non avesse avuto la possibilità di distruggere la Legione una volta per tutte. Il 14 gennaio 1941, dopo aver ottenuto l'approvazione di persona da Hitler e con il sostegno dell'esercito rumeno e di altri leader politici, Antonescu si trasferì. La Guardia iniziò un ultimo tentativo di colpo di Stato, ma in una guerra civile di tre giorni, Antonescu vinse decisamente con il supporto degli eserciti rumeno e tedesco. Durante il tentativo di colpo di Stato, diverse fazioni del governo tedesco sostennero diverse parti in Romania, con le SS che sostenevano la Guardia di Ferro mentre i militari e l'Auswärtiges Amt sostenevano il generale Antonescu. Il barone Otto von Bolschwing delle SS, che era di stanza presso l'ambasciata tedesca a Bucarest, svolse un ruolo importante nel contrabbando di armi per la Guardia di Ferro.
Durante la crisi, i membri della Guardia di Ferro istigarono un pogrom mortale a Bucarest occupando numerosi quartieri, edifici privati e pubblici. Particolarmente raccapricciante fu l'assassinio di dozzine di civili ebrei nel mattatoio di Bucarest. I colpevoli impiccarono gli ebrei ai ganci da carne, poi li mutilarono ed uccisero in una feroce parodia delle pratiche di macellazione kosher. L'ambasciatore americano in Romania Franklin Mott Gunther, che visitò l'impianto di confezionamento della carne dove gli ebrei venivano macellati con i cartelli che recitavano "carne kosher" su di essi, riferì a Washington: "Sessanta cadaveri di ebrei sono stati scoperti sui ganci usati per le carcasse. Erano tutti scuoiati [...] e la quantità di sangue intorno era la prova che erano stati scuoiati vivi". Gunther scrisse di essere rimasto particolarmente scioccato dal fatto che una delle vittime ebree appese ai ganci da carne fosse una bambina di 5 anni. Sima e altri legionari vennero aiutati dai tedeschi a fuggire in Germania dove però vennero internati dai tedeschi che assicurarono la loro solidarietà a Antonescu.
Durante la ribellione e il pogrom, la Guardia di Ferro uccise 125 ebrei, mentre 30 soldati morirono nello scontro con i ribelli. In seguito, il movimento della Guardia di Ferro venne bandito e 9.000 dei suoi membri vennero imprigionati. Il 22 giugno 1941, le Guardie di Ferro imprigionate a Iași da gennaio dal regime di Antonescu vennero rilasciate dalla prigione e organizzate e armate dalla polizia come parte dei preparativi per il pogrom di Iași. Quando si trattava di uccidere gli ebrei, il regime di Antonescu e la Guardia di Ferro riuscirono a trovare un terreno comune nonostante il fallito colpo di Stato del gennaio 1941. Quando il pogrom iniziò a Iași il 27 giugno 1941, le Guardie di Ferro armate di piedi di porco e coltelli svolsero un ruolo di primo piano nel guidare le folle che massacrarono gli ebrei per le strade di Iași in uno dei pogrom più sanguinosi mai avvenuti in Europa.
Tra il 1944 e il 1947 la Romania ebbe un governo di coalizione in cui i comunisti giocarono un ruolo di primo piano, ma non ancora dominante. Il giornalista Edward Behr affermò che all'inizio del 1947 venne firmato un accordo segreto tra i leader della Guardia di Ferro in esilio nei campi profughi (DP) in Germania ed Austria e il Partito Comunista Rumeno, sotto il quale tutte le Guardie di Ferro nei campi DP, ad eccezione di quelle accusate dell'omicidio di comunisti, potessero tornare a casa in Romania in cambio del quale le ex Guardie di ferro avrebbero lavorato come delinquenti per terrorizzare l'opposizione anticomunista come parte dei piani per la definitiva conquista comunista della Romania. Behr affermò inoltre che nei mesi successivi al "patto di non aggressione" tra i comunisti e la Legione, migliaia di Guardie di Ferro tornarono in Romania, dove svolsero un ruolo di primo piano lavorando per il Ministero dell'Interno per spezzare l'opposizione al governo socialista emergente.

## Caratteristiche

### Ideologia

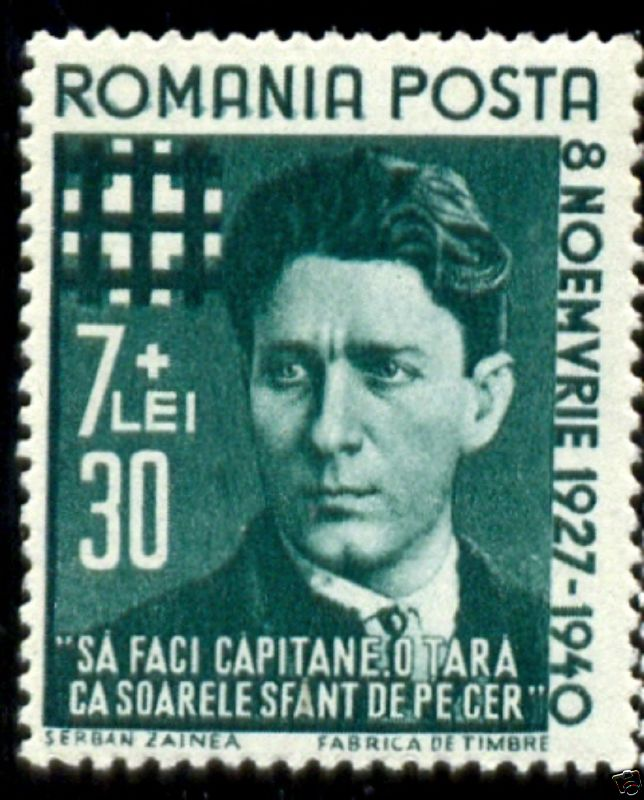
francobollo del 1940 recante il simbolo della "Guardia di Ferro" sopra una croce bianca che rappresentava una delle sue iniziative umanitarie

Lo storico Stanley G. Payne scrive, nel suo studio sul Fascismo: "La Legione fu, probabilmente, il movimento di massa più insolito dell'Europa tra le due guerre". Si distinse tra gli altri movimenti fascisti europei contemporanei rispetto alla sua comprensione del nazionalismo, che era indelebilmente legato alla religione. Secondo Ioanid, la Legione "inserì volentieri elementi forti del cristianesimo ortodosso nella sua ideologia politica al punto da diventare uno dei rari movimenti politici europei moderni con una struttura ideologica religiosa".
Il leader del movimento, Corneliu Zelea Codreanu, era un nazionalista religioso che mirava ad una risurrezione spirituale per la nazione, scrivendo che il movimento era una "scuola spirituale (...) [che] colpisce per trasformare e rivoluzionare l'anima rumena".
Secondo la filosofia di Codreanu, la vita umana era una guerra politica peccaminosa e violenta, che, alla fine, sarebbe stata trascesa dalla nazione spirituale. In questo schema, il legionario potrebbe dover compiere azioni oltre alla semplice volontà di combattere, sopprimendo l'istinto di conservazione per il bene del Paese.
Come molti altri movimenti fascisti, la Legione invocava un rivoluzionario "uomo nuovo", anche se questo non era definito in termini fisici, come con i nazisti, ma mirava a ricreare e purificare se stessi per avvicinare l'intera nazione a Dio.
Una delle qualità di questo uomo nuovo era l'altruismo. Codreanu ha scritto: "quando un politico entra in un partito, la prima domanda che si pone è: «Cosa posso guadagnare da ciò?» [...] Quando un legionario entra nella Legione, dice: «Per me non voglio niente.»"
La Legione mancava di una politica economica ben sviluppata e coerente, sebbene, in genere, promuovesse l'idea di un'economia comunitaria o nazionale, rifiutando il capitalismo come eccessivamente materialista.
Il movimento considerava i suoi principali nemici la leadership politica contemporanea e gli ebrei. La dimensione violentemente intollerante non era data da un razzismo di stampo biologico, come avvenne per il nazismo, ma da una xenofobia nazionalista e religiosa, Codreanu non avrebbe disprezzato gli ebrei se avessero abiurato genuinamente la loro fede e la loro cultura abbracciando il cristianesimo ortodosso e le tradizioni romene.

### Stile
I membri indossavano uniformi verde scuro, che simboleggiavano il rinnovamento, e spiegavano che venivano occasionalmente indicati come "camicie verdi" (Cămășile verzi). Come le controparti fasciste in Italia, Spagna e Germania, i legionari si salutavano con il saluto romano.
Il simbolo principale della Guardia di Ferro era una tripla croce (una variante di quella tripla divisa e traforata), che rappresentava le sbarre della prigione (come distintivo del martirio), e talvolta indicata come la "Croce dell'Arcangelo Michele" (Crucea Arhanghelului Mihail).
La Legione sviluppò un culto del martirio e del sacrificio di sé stessi, esemplificato al meglio dal gruppo d'azione, Echipa morții, o "Squadra della morte". Codreanu affermò che il nome venne scelto perché i membri erano pronti ad accettare la morte durante la campagna per l'organizzazione. Un capitolo della Legione era chiamato cuib, o "nido", ed era organizzato attorno alle virtù della disciplina, del lavoro, del silenzio, dell'educazione, dell'aiuto reciproco e dell'onore.

### La Guardia di Ferro ed il genere
Secondo un rapporto della polizia del 1933, l'8% dei membri della Guardia di ferro erano donne, mentre un rapporto della polizia del 1938 poneva la cifra all'11%. Parte del motivo della schiacciante appartenenza maschile alla Guardia di Ferro era che un numero sproporzionato di legionari erano studenti universitari e pochissime donne frequentavano l'università in Romania durante il periodo interbellico. Nella lingua rumena, i plurali sono associati alla maggior parte dei sostantivi che hanno una forma maschile o femminile. Parole in italiano che sono neutre rispetto al genere, come "giovane" o "membro", sono usate in rumeno per riferirsi a uomini rumeni o donne rumene, giovani uomini o giovani donne e membri maschi o membri femmine. La Guardia di Ferro usava quasi sempre le forme plurali maschili nei loro scritti e discorsi, il che potrebbe forse suggerire che avevano in mente un pubblico maschile, sebbene in rumeno, come la maggior parte delle lingue, il maschile plurale è utilizzato anche per gruppi di genere misto.
La Guardia di Ferro spiegò che il problema della povertà in Romania era dovuto alla continua colonizzazione della Romania da parte degli ebrei, che impediva ai rumeni cristiani di andare avanti economicamente. La soluzione a questo problema percepito era di cacciare gli ebrei dalla Romania, che secondo la Guardia di Ferro avrebbe finalmente consentito ai rumeni ortodossi di salire alla classe media. La Guardia di Ferro affermò che questa "colonizzazione" ebraica era dovuta al fatto che la maggior parte degli uomini rumeni non aveva il coraggio maschile di proteggere i propri interessi. Con un linguaggio sorprendentemente sessualizzato, le Guardie di Ferro sostenevano che la maggior parte degli uomini rumeni era stata "evirata" e soffriva di "sterilità", che una Guardia di Ferro, Alexandru Cantacuzino, definì la "piaga del presente" in un saggio del 1937. In particolare, il termine usato da Cantacuzino era il maschile sterilitate piuttosto che il femminile stearpă. Le Guardie di Ferro parlavano costantemente con una retorica visceralmente sessualizzata della necessità di creare un "uomo nuovo" che fosse "virile" e "forte ", e porre fine all'"evirazione" degli uomini rumeni. Oltre a ciò, l'ossessione della Legione per la violenza e il sacrificio di sé stessi erano entrambi argomenti tradizionalmente considerati maschili in Romania .

## Eredità
Il nome Garda de Fier è usato anche da un piccolo gruppo nazionalista attivo nella Romania post-comunista.
Ci sono diverse organizzazioni contemporanee di estrema destra in Romania, come Pentru Patrie (Per la patria) e Noua Dreaptă (Nuova Destra) , quest'ultima che si considera erede della filosofia politica della Guardia di Ferro, incluso il culto della personalità incentrato su Corneliu Codreanu; tuttavia, il gruppo utilizza la croce celtica, che non è associata ai legionari.

### Architettura legionaria
Attraverso i loro campi di lavoro estivi, i legionari svolgevano attività di volontariato che prevedeva la costruzione e la riparazione di strade, ponti, chiese e scuole nelle aree rurali. Una notevole costruzione della Guardia di Ferro è la Casa Verde (Casa Verde). Costruito nello stile architettonico rumeno, questo edificio alla periferia della Bucarest degli anni '30 fungeva da quartier generale della Legione e da dimora di Codreanu. L'intenzione di questi campi era coltivare l'atletismo, la disciplina, il senso di comunità e l'eliminazione di alcune divisioni sociali. Horia Sima affermò che i campi "hanno distrutto il pregiudizio di classe" riunendo persone di classi diverse. I partecipanti non potevano lasciare il campo se non per emergenze e nel tempo libero dovevano leggere la letteratura. Al termine del campo veniva ricevuto un diploma.

### Commemorazione pubblica

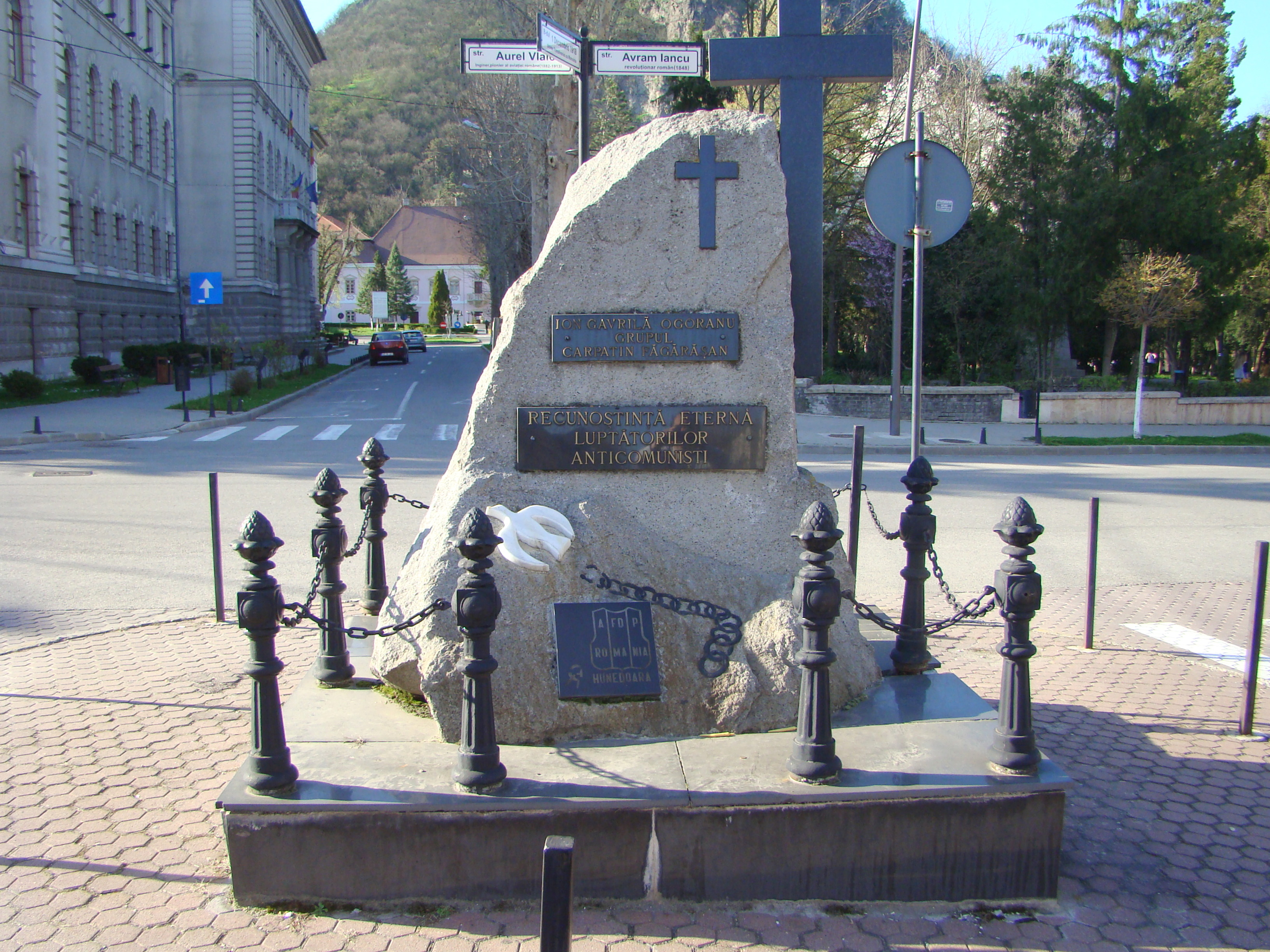
Il "Monumento dei combattenti anticomunisti" a Deva, che commemora un membro della Guardia di Ferro (Ion Gavrilă Ogoranu)

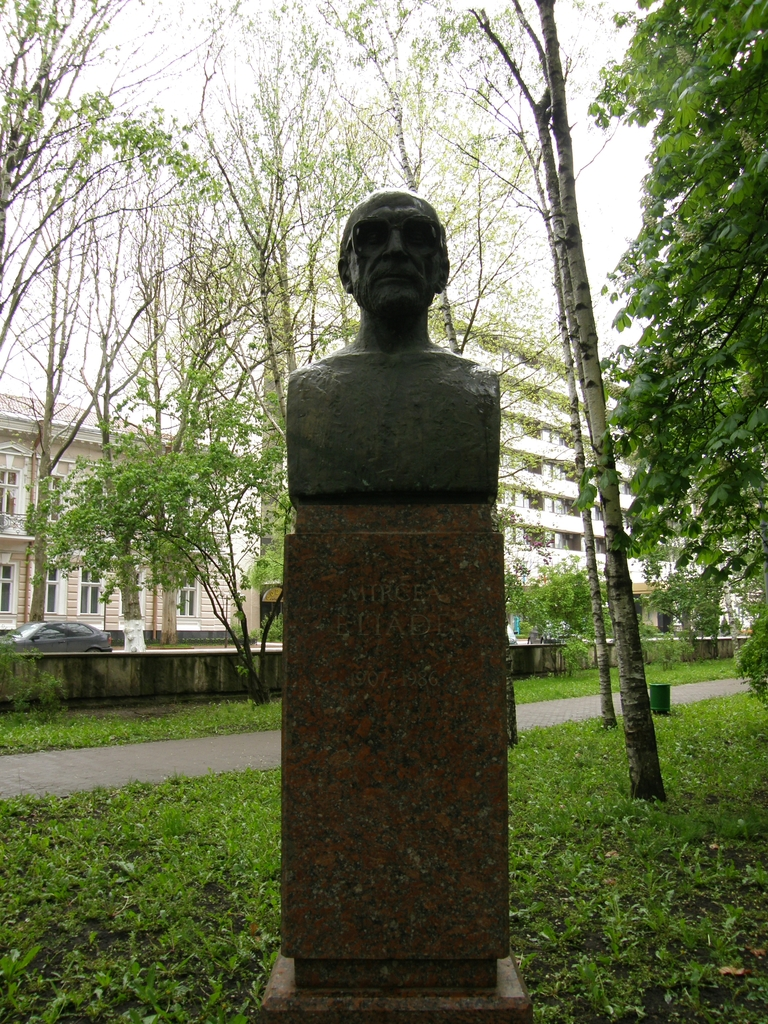
Un busto di Mircea Eliade

La Guardia di Ferro è attualmente commemorata in Romania e altrove attraverso esposizioni pubbliche permanenti (monumenti e nomi di strade) e distinzioni pubbliche (come la cittadinanza onoraria postuma) dedicate ad alcuni dei suoi membri. Alcuni di questi esempi includono:
- Corneliu Zelea Codreanu, il capo della Guardia di Ferro, ha un incrocio stradale a pochi chilometri da Bucarest, vicino a Buftea. Venne costruito nel luogo in cui venne giustiziato nel 1938. Il sito funge da destinazione attuale per neolegionari, che vi si riuniscono regolarmente per commemorare Codreanu. Di tanto in tanto, partecipano a queste cerimonie anche membri di partiti di estrema destra al di fuori della Romania (come Germania, Svezia e Italia). Nel 2012, l'Istituto Elie Wiesel denunciò il monumento al procuratore generale rumeno, sostenendo che due simboli esposti sul sito – il logo della Guardia di Ferro e una fotografia di Codreanu – erano illegali. Il pubblico ministero decise che il memoriale non violava la legge, perché Codreanu non era stato condannato per crimini contro la pace o crimini contro l'umanità e perché i simboli esposti non sono propaganda. Infine, il pubblico ministero fece riferimento ad un'eccezione legale che affermava che l'uso pubblico di tali simboli è consentito se serve a fini educativi, accademici o artistici. Tuttavia, il pubblico ministero stabilì anche che l'asta della bandiera e la recinzione non avevano un permesso di costruzione, quindi vennero rimossi. La croce stessa venne lasciata al suo posto.[51][52][53][54]
- Radu Gyr era un comandante e ideologo della Guardia di Ferro condannato per crimini di guerra. L'Istituto Wiesel richiese la ridenominazione di via Radu Gyr a Cluj-Napoca. A dicembre 2017, la strada non era stata rinominata.[55]
- Valeriu Gafencu era un legionario attivo durante la Ribellione dei legionari. Attualmente è cittadino onorario della città di Târgu Ocna.[56]
- Ion Gavrilă Ogoranu era uno dei principali leader del movimento di resistenza anticomunista rumeno, ma prima era stato un membro della Guardia di ferro. Ora ha un monumento in sua memoria a Deva, oltre a una fondazione che porta il suo nome. La Fondazione neolegionaria "Ion Gavrilă Ogoranu" è attiva nella promozione della memoria della Guardia di Ferro, come quando organizzò un simposio dedicato a Gogu Puiu, un importante leader della Guardia di Ferro, nel gennaio 2016. Un film sulla vita di Ogoranu, Ritratto del combattente da giovane, venne prodotto nel 2010.[57]
- Ion Moța e Vasile Marin erano due legionari uccisi durante la guerra civile spagnola il 13 gennaio 1937 mentre combattevano al fianco di Franco. A Majadahonda, il luogo della loro morte, venne costruito un monumento in loro onore.[58][59][60]
- Mihail Manoilescu è stato un economista e politico, governatore della Banca Nazionale di Romania tra giugno e novembre 1931. Nel 1937 entrò a far parte della Guardia di Ferro quando si candidò come senatore nella lista del Totul pentru Țară, un'organizzazione fondata dalla Guardia di Ferro. Riuscì a diventare senatore dopo le elezioni. Le sue opinioni corrispondevano in larga misura all'ideologia della Guardia di ferro. Nel 1948 venne detenuto nella prigione di Sighet dove morì nel 1950. Non venne mai processato e quindi non venne mai condannato.[61] Il 14 aprile 2016, la Banca Nazionale di Romania emise una serie di monete commemorative in onore di tre ex governatori di banche. Manoilescu, che guidò la banca per diversi mesi nel 1931, era tra loro. L'inclusione di Manoilescu suscitò forti proteste da parte dell'Istituto Wiesel, sulla base della difesa dell'ideologia fascista e dell'antisemitismo da parte di Manoilescu prima della seconda guerra mondiale. Nonostante le critiche, la Banca non ritirò la moneta.[62][63]
- Lo storico Mircea Eliade era forse la persona più nota ad essere stata un membro della Guardia di Ferro. Come con Manoilescu, la sua appartenenza fu il risultato della sua adesione al Totul pentru Țară.[64] Eliade è attualmente onorato con vari mezzi, che vanno dai francobolli ai busti.

### La Guardia di Ferro in altri paesi
Il defunto neo-nazista Partito Tradizionalista dei Lavoratori del Fronte Nazionalista prese influenza da Corneliu Zelia Codreanu per la sua ideologia. Il leader del gruppo Matthew Heimbach (un cattolico convertito al cristianesimo ortodosso) venne fotografato mentre indossava una maglietta che promuoveva Codreanu e il simbolo della Croce dell'Arcangelo Michele della Guardia di Ferro in seguito agli scontri di Charlottesville dell'agosto 2017 a Charlottesville, Virginia. La Croce dell'Arcangelo Michele era tra i simboli blasonati sulle armi da fuoco utilizzate da Brenton Tarrant durante la sparatoria alla moschea di Christchurch del 2019 e di Payton S. Gendron durante la sparatoria di Buffalo del 2022.
Durante un'intervista del 2018 con la blogger alt-right mormone Ayla Stewart, la nazionalista bianca canadese Faith Goldy raccomandò il libro di Codreanu Per i miei legionari —che chiedeva esplicitamente lo sterminio degli ebrei—definendolo "molto, molto, molto, molto azzeccato, dato molto di ciò di cui il movimento sta parlando in questo momento"; in seguito affermò di non sostenere più il libro.
Il simbolo della Guardia di ferro è stato anche individuato presso l'Highlander Research and Education Center a New Market, Tennessee quando l'edificio è stato deliberatamente bruciato.

## Presidenti
- Corneliu Zelea Codreanu (24 giugno 1927 – maggio 1938)
- nessuno (maggio – 16 giugno 1938)
- Horia Sima (16 giugno 1938 – 23 gennaio 1941)